# Керченская крепость

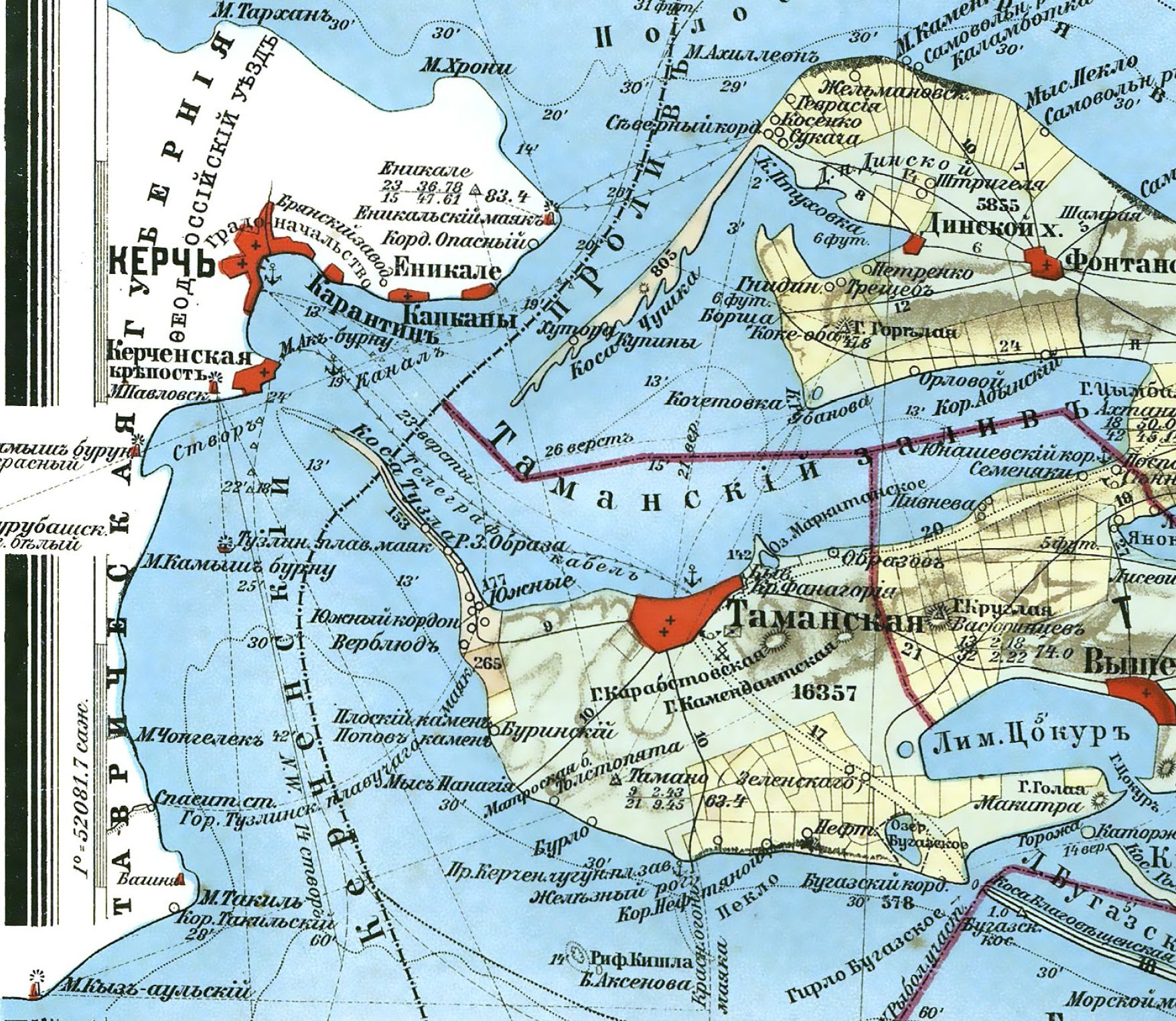
Керченская крепость. 1902 г.

Ке́рченская кре́пость — крепость в Крыму. Расположена на мысе Ак-Бурун на берегу Керченского пролива, в самой узкой  его части. Крепость была возведена в XIX веке для охраны южных рубежей Российской империи.

## Строительство крепости
Первые укрепления на берегу Керченского пролива возникли в 1771 году. На мысе, названном Павловским, была расположена первая батарея. Впоследствии фортификация неоднократно перестраивалась и усиливалась.
В ходе Крымской войны батарея была вооружена уже 20 орудиями. Одним из результатов высадки 12 мая 1855 года десанта англо-французских и турецких войск у Камыш-Буруна, южнее Керчи, стала необходимость сдачи укрепления, не имеющего возможности противостоять противнику со стороны суши. Оказавшись перед угрозой захвата крепости, командование распорядилось орудия заклепать, припасы уничтожить, а личному составу отступить. На позициях Павловской батареи и прилегающей к ней местности был разбит укреплённый лагерь французских войск, в котором они находились до июня 1856 года.

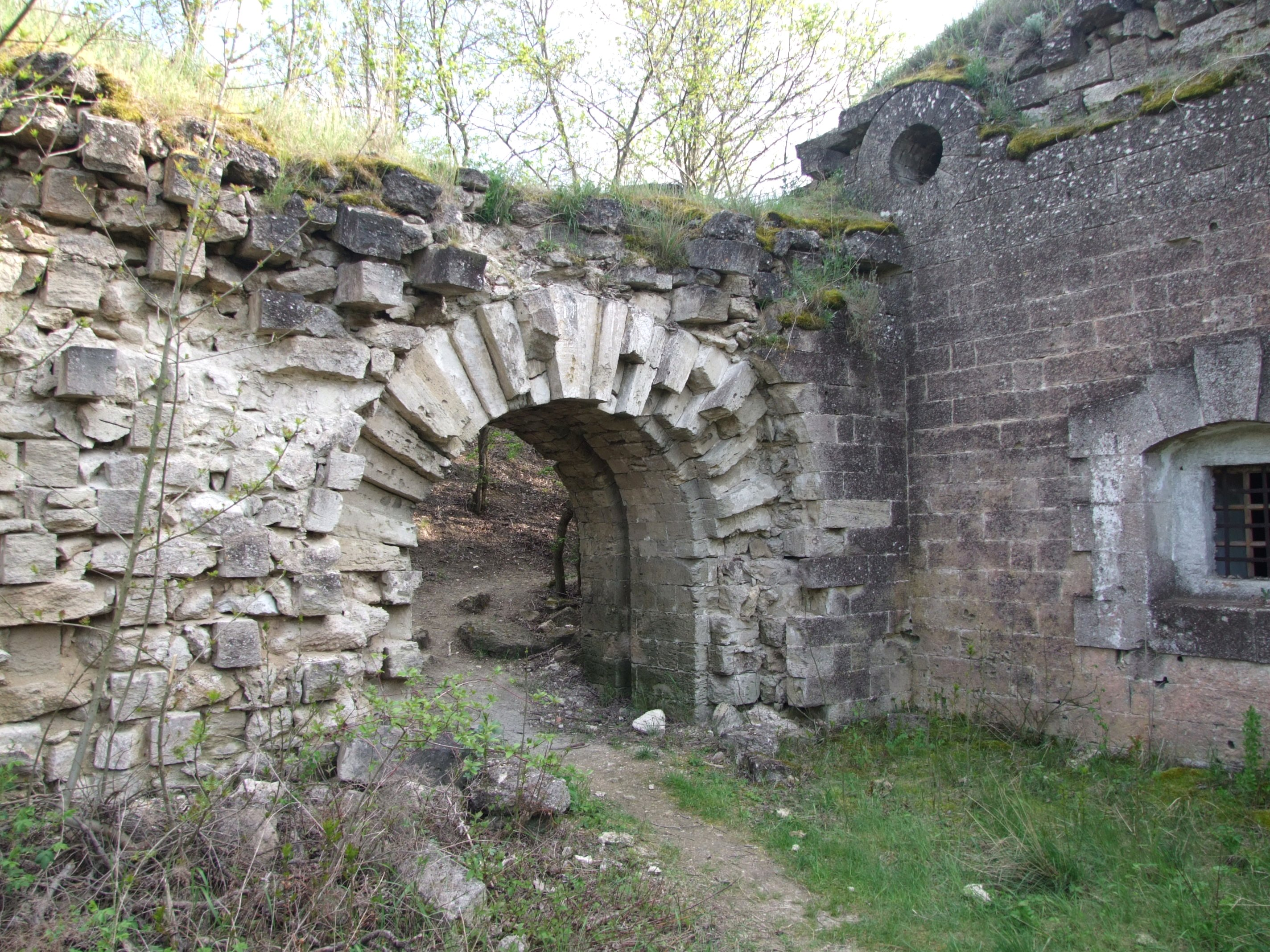
Полукапонир № 7

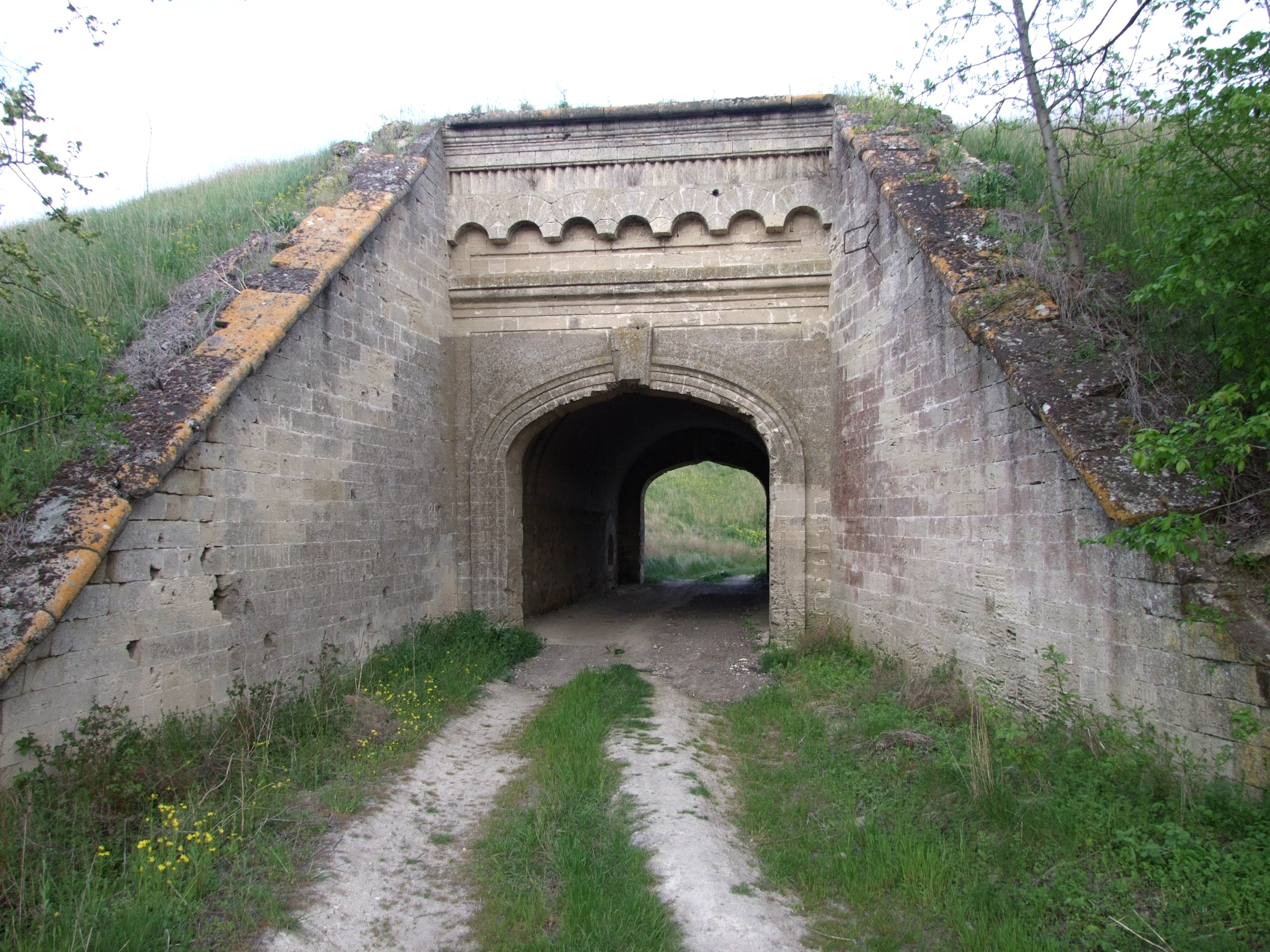
Ворота мортирной батареи. Виленский люнет

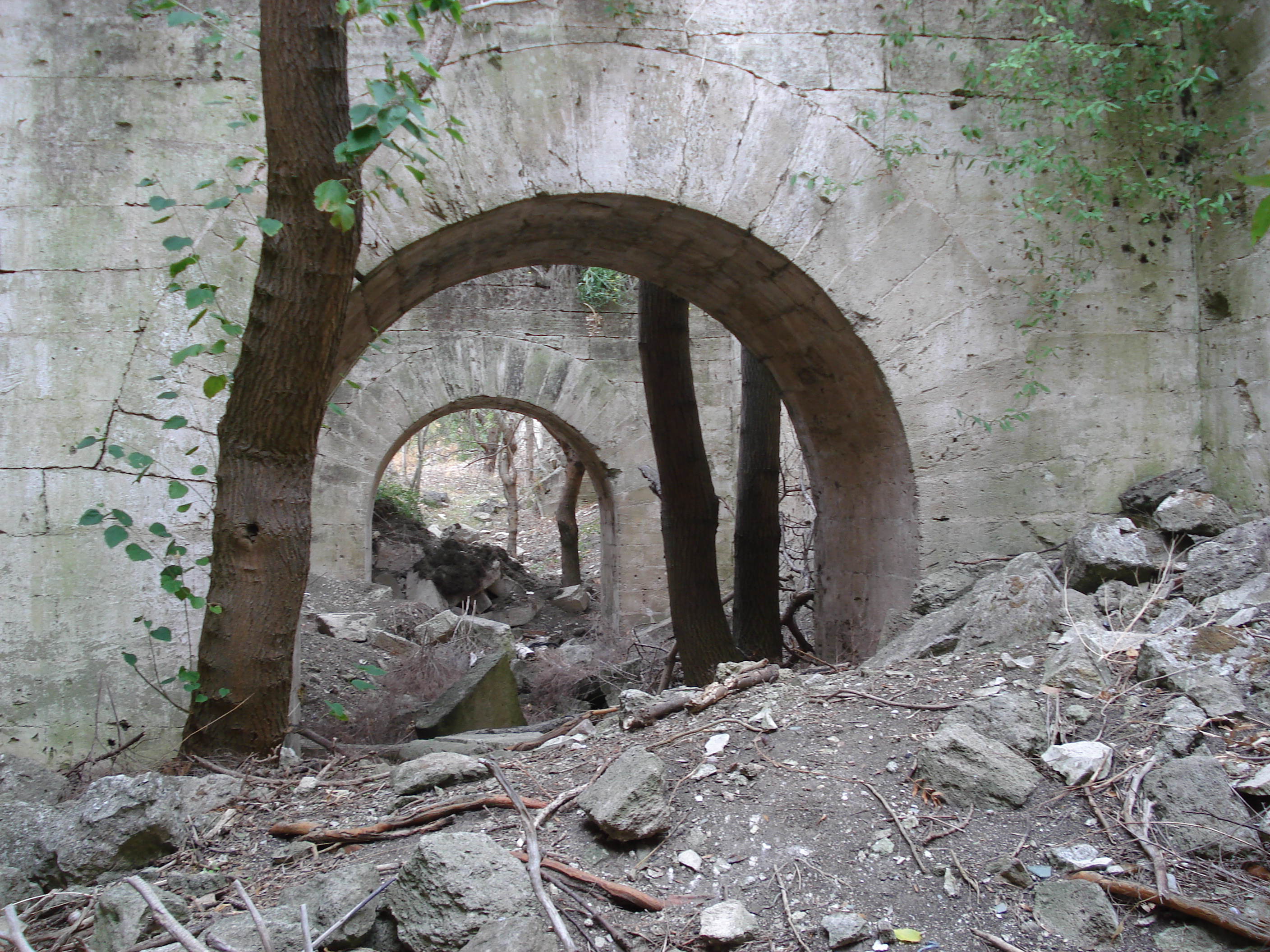
Орудийный дворик мортирной батареи, Виленский люнет

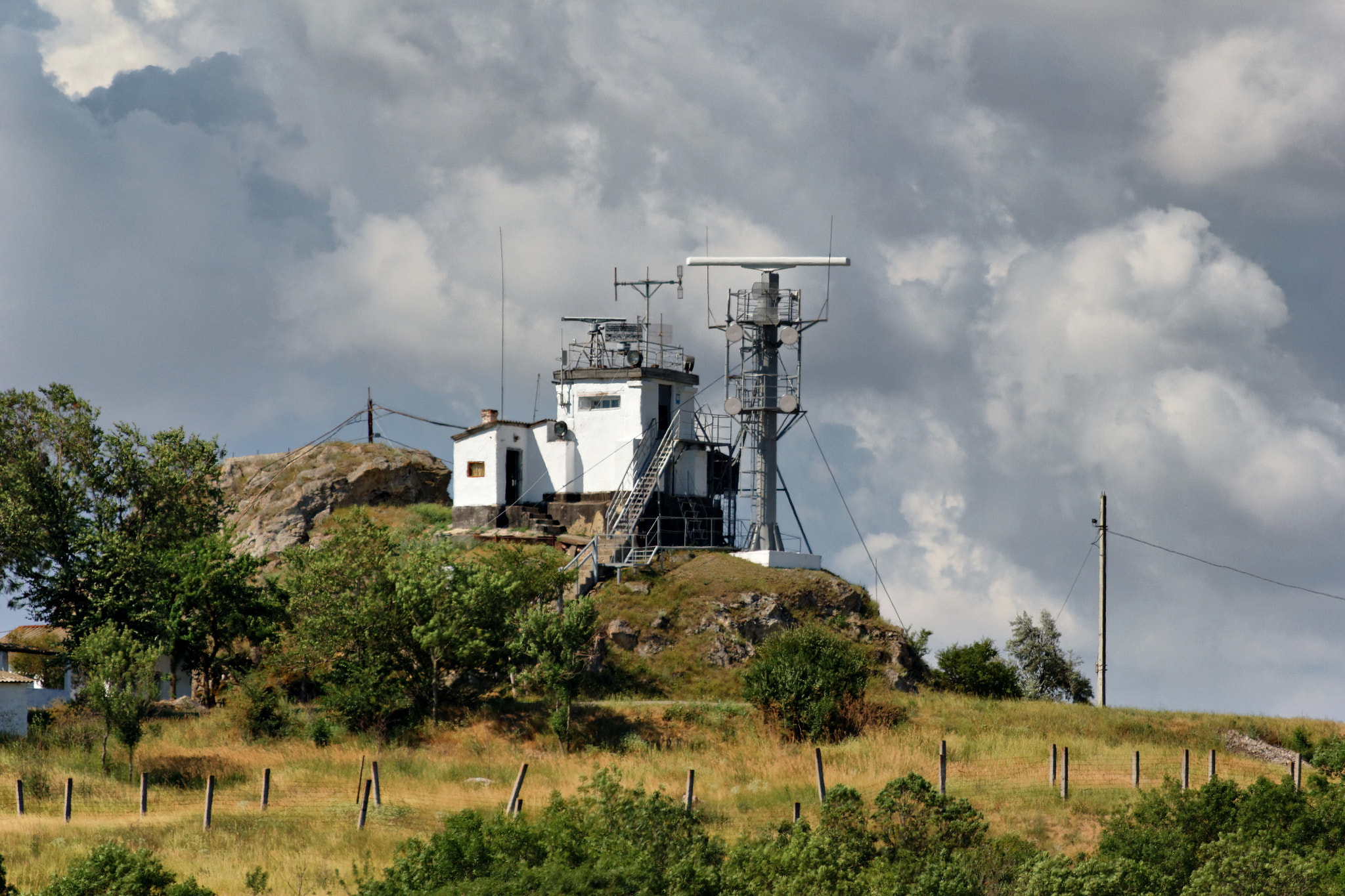
Пост радиолокационного и визуального наблюдения ВМФ и ВВС, 2012

По условиям Парижского мирного договора Чёрное море объявлялось нейтральным, а России было запрещено иметь здесь флот и военные порты. Укрепление же пролива не противоречило условиям договора, поэтому уже в апреле 1856 года были даны указания направить в Керчь сапёрные подразделения для изучения местных условий и съёмки местности. В августе сапёры уже приступили к работам на месте бывшего французского лагеря. Первоначально рассматривалось усиление старой турецкой крепости Еникале, расположенной в глубине Керченского пролива. Но в декабре 1856 года был инициирован новый проект, согласно которому укрепления располагались на Павловском мысу, в феврале получивший высочайшее одобрение. Кроме того, Александр II повелел дополнительно построить морские форты на оконечности косы Тузла и на рифе Ак-Бурунского мыса.
Строительство было начато в том же году. К концу года вчерне были отсыпаны береговые батареи, возведены две казармы и пороховой погреб, в проливе от оконечности косы Тузла в направлении Павловского мыса также было начато строительство. На месте работами руководил полковник Антон Антонович Нат, опытный военный инженер. В октябре 1859 году директором инженерного департамента военного министерства был назначен Э. И. Тотлебен, пользовавшийся в вопросе укрепления Керчи полной поддержкой царя и использовавший здесь свой богатый опыт осады и обороны крепостей, в первую очередь — опыт обороны Севастополя. В 1860 году начались земляные работы на Ак-Бурунском мысе, протяженность каменной преграды в проливе превысила 3 км. В 1861 году император Александр II в первый раз побывал в крепости. Осмотрев строительство, он повелел: «В честь трудов, понесённых солдатами: наименовать люнеты, левый Минского, а правый Виленского полка. А главный форт отныне именовать форт Тотлебен». После осмотра работ Государь поздравил полковника Ната с производством в генерал-майоры.
В 1867 году керченские укрепления получили статус крепости. Когда царь в третий раз посетил крепость в 1872 году, работы на оборонительных сооружениях были закончены, и он остался «весьма довольным отделкой береговых батарей».

## Первая мировая война
Первая мировая война на Чёрном море началась 15 октября 1914 года нападением кораблей германо-турецкого флота на Одессу, Севастополь, Феодосию, Новороссийск. В этот день около 6 часов утра у входа в Керченский пролив был обнаружен германский легкий крейсер «Бреслау», который выставил заграждение — за день на нём подорвались два парохода. В связи с угрозой нападения Керченские укрепления были объявлены на военном положении, в соответствии с приказом командующего флотом приступили к постановке оборонительного минного заграждения — в Керчи для этого использовались местные суда.

## Между мировыми войнами
В 1930-е годы на территории Керченской крепости началось строительство стационарных оборонительных сооружений. Всего были построены три объекта: береговая батарея БС-48 на мысе Ак-Бурун; противокатерная батарея БС-9 на оконечности мыса Ак-Бурун; 69-я зенитная батарея на бастионе "Е" форта "Тотлебен".
В конце 1930-х гг. на территории форта "Тотлебен" создаётся Главный склад авиации Черноморского Флота № 51. Позднее, уже в феврале-марте 1942 г. склад переименован в склад № 590.

## Крепость в годы Великой Отечественной войны
К началу Великой Отечественной войны территорию Керченской крепости занимали службы Керченской военно-морской базы, а также здесь располагался Склад боеприпасов авиации Черноморского флота № 51, на котором хранилось до 4000 тонн авиабомб. В довоенные годы на её территории были построены три стационарных оборонительных объекта, береговая батарея БС-48 в составе четырёх 152-мм орудий Канэ и противокатерная батарея БС-9 в составе четырёх 75-мм орудий Канэ на мысе Ак-Бурун и четырёхорудийная зенитная батарея № 69 на бастионе «Е» форта «Тотлебен». В сентябре 1941 г. все орудия из крепости были эвакуированы. 75-мм зенитные пушки Лендера 69-й зенитной батареи переправили в Севастополь, где они принимали участие в защите города вплоть до июля 1942 г. Орудия 48-й и 9-й батарей эвакуировали на Таманский полуостров. Эти батареи приняли активное участие в обороне пролива, ведя огонь по немецким войскам, который в ноябре 1941 г. оккупировал Керчь. После первого освобождения Керчи обе батареи оставались на своих позициях до августа 1942 г., сыграли большую роль в боях с немецкими и румынскими войсками, прорвавшимися на Таманский полуостров с севера. После израсходования боекомплекта все орудия были взорваны своими расчётами, а личный состав батарей, эвакуированный с Таманского полуострова, позднее принимал участие в боях за Новороссийск.

### В ходеКрымской оборонительной операции
В ноябре 1941 г. немецкие войска в первый раз подошли к Керчи. Руководство небольшим сводным гарнизоном крепости взял на себя капитан интендантской службы Л. И. Гурский. Полноценную оборону крепости из-за недостатка сил организовать не удалось и после двухдневных боёв 11-12 ноября крепость и располагавшиеся на её территории склады боеприпасов были оставлены. После успешно проведённой советскими войсками Керченско-Феодосийской десантной операции 31 декабря 1941 г. Керченская крепость была освобождена. При этом выяснилось, что воспользоваться складами боеприпасов или вывезти их немцы не успели, и они достались советским войскам в полной сохранности.
После первого освобождения Керченской крепости её территорию вновь заняли подразделения и службы Керченской военно-морской базы. Склад авиации Черноморского флота № 51, располагавшийся в форте «Тотлебен», в феврале 1942 г. был переименован в склад № 590.

### В ходеКерченской оборонительной операции
Утром 8 мая 1942 года началось большое наступление немецких войск на Ак-Монайском перешейке под Феодосией, известное как операция «Охота на дроф», в результате чего им удалось прорвать левый фланг обороны Крымского фронта. Командование КВМБ внимательно следило за ситуацией на фронте и 10 мая гарнизон КВМБ в Керченской крепости начал готовить её к обороне. С 10 по 13 мая в крепости были подготовлены два оборонительных рубежа, причём для этого приспособили старые крепостные сооружения XIX в. – Передовые укрепления и Главный крепостной вал.
С вечера 13 мая в крепость стали прибывать отступающие части Крымского фронта. К середине дня 14 мая в расположение крепости прибыли в неполном составе части 72-й кавалерийской дивизии, 156-й стрелковой дивизии, 404-й стрелковой дивизии, отдельные подразделения 157-й стрелковой дивизии и другие мелкие группы. Отошедшие на мыс Ак-Бурун войска Крымского фронта, соединившиеся с частями КВМБ и составили таким образом сводный гарнизон Керченской крепости общей численностью около 5000 человек. Серьёзно усилил оборону крепости отдельный моторизованный дивизион 156-й стрелковой дивизии в количестве пяти бронемашин БА-10 с 45-мм орудиями. В артиллерийский кулак крепости вошли 5 76-мм полевых орудий и 2 трофейные 105-мм пушки, брошенные немцами при первом отходе из крепости в конце декабря 1941 г. Они сыграли большую роль в обороне Керченской крепости.
В ночь на 14 мая в крепость из Керчи прибыл полковой комиссар В.А. Мартынов, который возглавил общее руководство гарнизоном. Около полудня 14 мая немцы вышли к морю у Бочарного завода (сегодня именно в этом месте выходит на сушу Крымский мост), отрезав гарнизон крепости от основных сил Крымского фронта в Керчи, и одновременно предпринял первую массированную атаку со стороны Юз-Обинской гряды (мкр. Партизанский) силами до батальона пехоты при поддержке нескольких танков, попытавшись с ходу овладеть крепостью. Огнём трофейных пушек с главного вала крепости было подбито от 7 до 8 немецких танков, после чего атака захлебнулась.
В 19.00 этого же дня гарнизон крепости нанёс мощный контрудар в тыл немецким подразделениям, за несколько часов до этого занявшим гору Митридат. К 21.30 гора Митридат была отбита, немецкие войска откатились к Солдатской слободке. На несколько часов гарнизону крепости удалось соединиться с советскими главными силами в городе.
Советское командование быстро оценило значение крепости. Занимая господствующую высоту 110,0 (ретраншемент крепости) гарнизон крепости полностью контролировал немецкий тыл к югу от города. Корректировщики из крепости по радиосвязи сообщали координаты замеченных целей на таманский берег, откуда по немцам немедленно открывали огонь советские тяжёлые батареи. Немецкий тыл таким образом оказался парализован и передвижение в светлое время суток здесь стало невозможным, немецкие войска двинулись к переправам кружным путём, обходя город с севера. Тем самым советским войскам на переправах было подарено драгоценное время для организации переправы главных сил Крымского фронта на Кубань. Сопротивление Керченской крепости и корректировка огня с господствующей высоты заставляли немцев держать большие силы вокруг крепости, что заметно снизило давление на советские главные переправы. Гарнизон Керченской крепости получил приказ удерживать оборону до тех пор, пока не завершится полная эвакуация основных сил Крымского фронта из района переправ в Ени-Кале – Опасной.
К 15 мая общая обстановка на фронте осложнилась. Немцы вновь овладели Бочарным заводом и горой Митридат и возобновили атаки на крепость. В течение дня шёл бой на правом фланге обороны, в районе Передового сооружения, более известного под местным названием «Малая крепость». Во время одной из атак правый фланг советской обороны у Малой крепости дрогнул, и бойцы начали отходить. Положение спас полковой комиссар Монастырский, личным вмешательством он остановил беспорядочный отход и восстановил линию обороны.
Вскоре пришёл приказ на эвакуацию. Командование КВМБ выделило часть плавсредств для эвакуации гарнизона и с 23.00 15 мая личный состав гарнизона одновременно оставил оба оборонительных рубежа, и все бойцы сосредоточились в Павловской бухте для погрузки на корабли. Задача по эвакуации осложнялась тем, что нужно было одновременно подорвать склады боеприпасов, находившиеся в форте «Тотлебен», где к этому моменту хранилось 4000 тонн авиабомб. С 2.00 до 3.00 часов ночи бойцы Крымского фронта из города наблюдали череду гигантской силы взрывов, раздававшихся в крепости. Переправочных средств не хватило и в ходе первой эвакуации в ночь на 16 мая было перевезено около 2000 человек. В крепости всё ещё оставалось более 2200 человек и всё вооружение гарнизона в исправном состоянии.
Благодаря энергичным действиям оставшихся на пирсе командиров, среди оставшихся на пристани людей удалось быстро навести порядок. Общее руководство оставшимся гарнизоном крепости взял на себя капитан И.С. Барабанов. Уже к 7.00 утра оборона крепости по главному валу была полностью восстановлена. Для помощи в организации обороны в 16.00 16 мая в крепость из Тамани был направлен батальонный комиссар Д.С. Калинин с группой матросов и радиостанцией.
В течение 16–18 мая немецкая пехота и танки неоднократно, с разных направлений, переходили в атаку, но прорвать оборону не смогли. В результате, план действий немецким командованием был пересмотрен — они начали готовиться к генеральному штурму Керченской крепости. Наблюдатели из крепости заметили, что в районе Солдатской слободки концентрируются большие немецкие силы, после чего стало ясно, что немцы готовятся к генеральному наступлению. Поскольку главную задачу по отвлечению внимания немецких войск от переправ в Ени-Кале крепость выполнила, гарнизон получил приказ на эвакуацию.
В Ени-Кале уже завершалась эвакуация основных сил Крымского фронта, и необходимо было удержать немцев под крепостью всего лишь один день 19 мая. Весь гарнизон в 2200 человек держать для этого не было необходимости, и он был переправлен на таманский берег. В крепости осталась лишь небольшая группа прикрытия из бойцов 17 отдельной пулемётной роты КВМБ, насчитывавшая 37 человек. Генеральный штурм, предпринятый немецкими войсками утром 19 мая, пришёлся по уже почти пустой крепости. Группа прикрытия под командованием младшего лейтенанта Наумова оказала ожесточенное сопротивление, и бои в крепости продолжались до самого наступления темноты.

## Послевоенный период
После окончания Великой Отечественной войны на территорию Керченской крепости вновь были завезены воинские склады с имуществом и боеприпасами Черноморского флота.
В середине 1970-х годов на мелководье вблизи Минного пирса крепости были сброшены вынутые при дноуглублении Генуэзской гавани тысячи кубометров ила, содержащего предметы начиная с V в. до н. э.

## Дисциплинарный батальон Черноморского флота в крепости
В 1946 году в районе равелина в южной части форта "Тотлебен" на базе 613-го штрафного батальона был сформирован дисциплинарный батальон Черноморского флота.

## Крепость сегодня
После распада СССР началось сокращение воинских частей. В 1993 году был расформирован дисциплинарный батальон, затем вывезены склады и в 2003 году территория крепости была передана в ведение ГБУ РК «Восточно-Крымский историко-культурный музей-заповедник».
Крепость является памятником федерального значения, охраняемым государством как выдающийся образец фортификационного строительства XIX века. Она представляет собой одну из важнейших достопримечательностей Керчи и Крыма. По территории крепости организуются экскурсии, на сегодняшний день подготовлено четыре основных маршрута.
Пеший маршрут «Форт Тотлебен» занимает по времени 1,5 часа, проходит по расчищенной территории форта и ретраншемента крепости с подъёмом на высшую точку крепости и города — высоту 110,0. С ретраншемента открывается панорама не только большей части крепости, но и почти всей Керчи.
Пеший маршрут «Виленский люнет» занимает по времени 2 часа, Экскурсия проходит по окраине форта, через грандиозный капонир № 6, казарму Виленского люнета, спускаясь к полукапониру № 8, за который в 1942 г. велись ожесточённые бои.
Автомобильный маршрут «Береговые батареи» занимает по времени 2-2,5 часа. Маршрут включает в себя несколько локаций, включая уникальные подземные потерны, обливочные и зарядные мастерские, так называемую «Французскую казарму» и позиции главной крепостной артиллерии, защищавшей вход в Керченский пролив от неприятеля.
Пеший маршрут «Ак-Бурун» занимает по времени 1,5-2 часа. Маршрут включает в себя осмотр Центральных ворот, Ак-Бурунских ворот, капониров № 12 и № 13, обзорную площадку с видом на Крымский мост и Павловскую бухту. Пройдя через так называемые «Голубые ворота», посетители смогут осмотреть сооружения уникального и единственного на юге нашей страны редюита прикрытого пути. С мыса Ак-Бурун открывается обширная панорама Керченской бухты. Также на маршруте можно ознакомиться с довоенными артиллерийскими позициями 48-й береговой батареи.
Ведётся расчистка новых маршрутов, большую роль в которой сегодня играют волонтёры. Огромный вклад в расчистку 6-го капонира, и не только его, вносят члены керченского клуба «Набат». Каждый год в июле на территории крепости Фонд «Археология» (г. Москва) организовывает волонтёрский лагерь «База Ак-Бурун», в ходе которого волонтеры расчищают объекты крепости от мусора. Ежегодно несколько экспедиций проводят члены поискового отряда "Полевая почта «Герат», приводя в порядок позиции 48-й береговой батареи на мысе Ак-Бурун.
В августе 2019 года во время работ по разминированию в крепости обнаружили склад боеприпасов. На складе времен Великой Отечественной войны находилось 1700 осколочных авиабомб весом 2,5 килограмма каждая, а также одна 100-килограммовая фугасная авиабомба. Сотрудниками МЧС России боеприпасы обезврежены.